# Dimsum

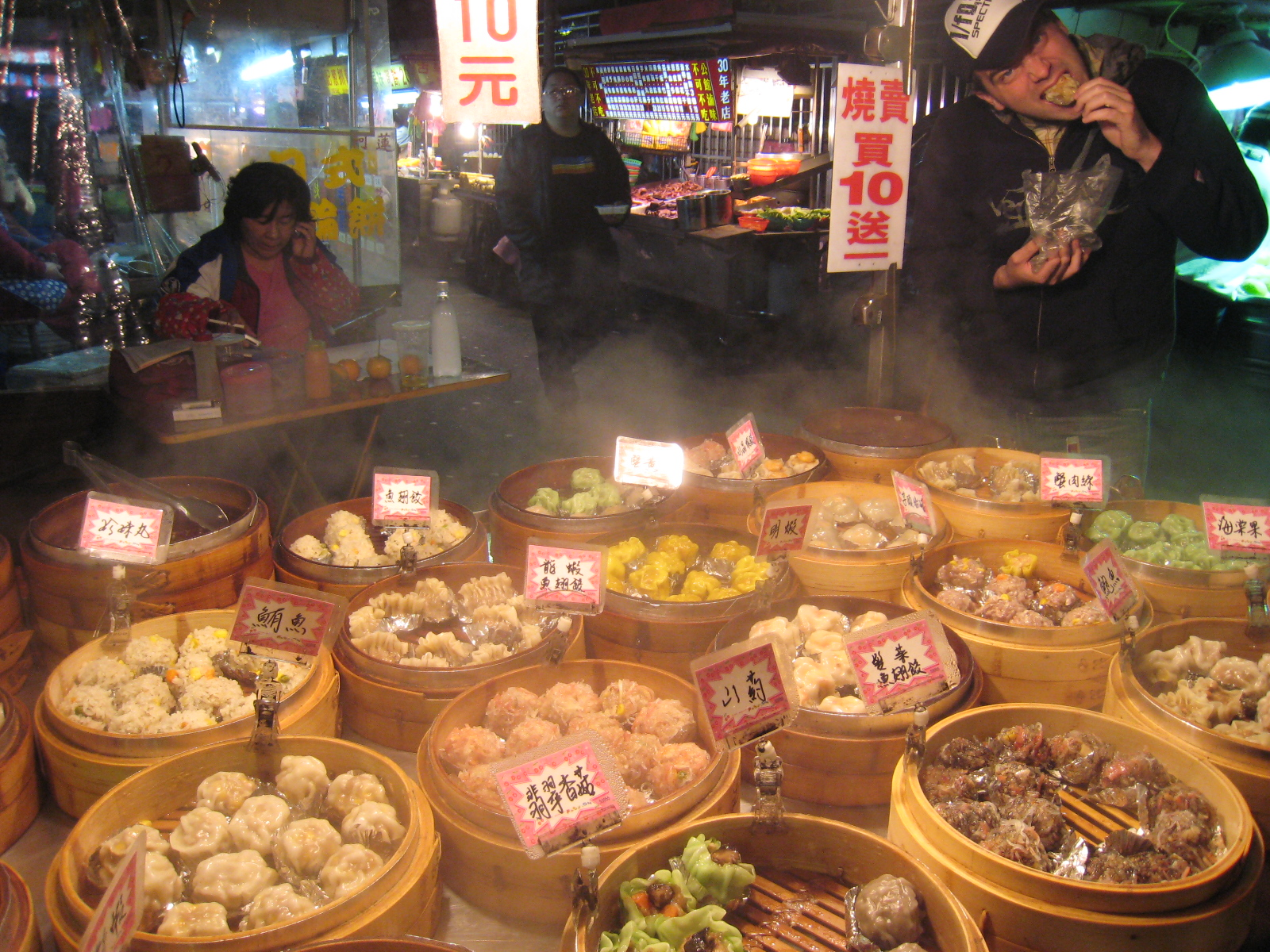
Dimsumkraampje in Taipei

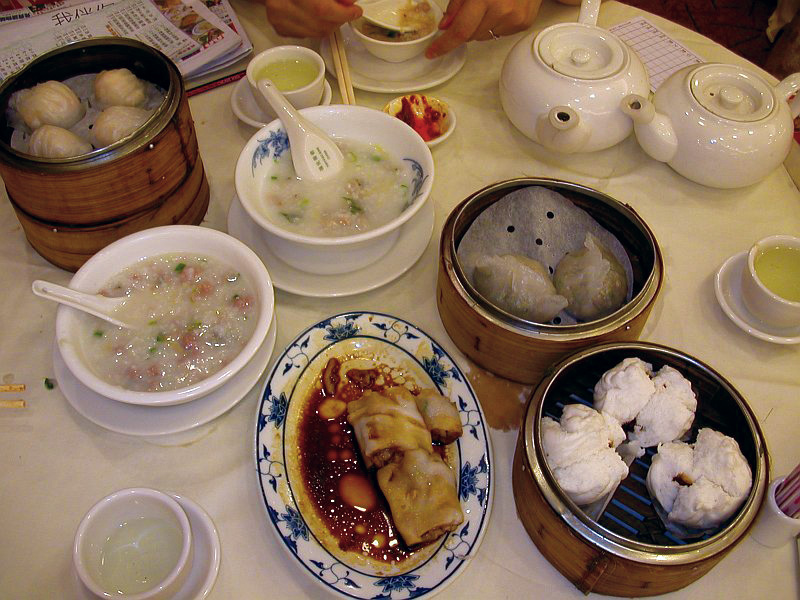
Dimsum op tafel

Dimsum of diem sam (zowel enkelvoud als meervoud, uitspraak: /dɪmsum/ of /dɪmsʏm/) zijn gefrituurde en gestoomde kleine hapjes die in de zuidelijke Chinese keuken (Kantonese/Hongkong, Chaozhou, Hakka en Fujian) vaak voorkomen. Ze bestaan uit groente, vlees en rijst en worden als lichte maaltijd gebruikt. Het eten van dimsum is niet aan bepaalde tijdstippen gebonden.
In de verschillende Kantonese dialecten wordt het eten van dimsum in Kantonese restaurants yam tsaa genoemd, wat letterlijk 'drink thee' betekent.

## Bekende Kantonese dimsum
- Haa kaauw
- Siew maai
- Cheung fan
- Kaauw chooi kaauw
- Loh mai kai
- Chaa siew paauw
- Custardbroodje
- Eierpasteitje
- Loempia

## Bekende dimsum uit Chaozhou
- Chieuw chauw fan koh
- Chieuw chauw tjok
- Chieuw chauw chien peng